# Mahidevran
Gülbahar Mahidevran Hatun (turco ottomano:خاتون ماه دوران, lett. "rosa di primavera" e "luna della fortuna/luna fortunata"; 1500  circa – Bursa, 3 febbraio 1581) è stata una concubina del sultano Solimano il Magnifico e madre di Şehzade Mustafa, il maggiore fra i figli sopravvissuti di Solimano.

## Origini
L'origine di Mahidevran è incerta, con diverse teorie attualmente considerate:
- Fonti veneziane contemporanee attestano che fosse circassa[1][2][3][4]
- Tradizioni letterarie non provate sostengono che fosse albanese, figlia di un compositore locale, e che il suo nome originale fosse Pranverë Rosne[5][6].
- Nicolae Iorga, basandosi su fonti sconosciute, scrisse che era originaria del Montenegro[7].

Quale che fosse la verità, nei documenti ottomani è attestata come "Gülbahar Mahidevran bin Abdüllah", tipico modo con cui venivano indicate le ragazze schiave convertite all'Islam.
Venne rapita da ragazza dai predoni Tatari e venduta ai mercanti genovesi di Caffa, i quali successivamente la rivendettero all'harem di Solimano, all'epoca Şehzade e governatore di Manisa. 
Qui assunse il nome di Gülbahar Mahidevran e, diventata una delle concubine di Solimano, partorì il suo unico figlio, Şehzade Mustafa, nel 1516. Dopodiché, in ottemperanza alla regola che imponeva che ogni concubina potesse avere un solo figlio maschio, la sua relazione sessuale con Solimano cessò e si dedicò solamente all'educazione del figlio. Documenti coevi la elencano fra le diciassette concubine di Solimano a Manisa, con uno stipendio di 4 aspri al giorno, al pari di altre due ragazze, mentre altre tre ne guadagnavano 5, a testimonianza del suo rango intermedio nella gerarchia.
Nel 1520 il figlio maggiore di Solimano, Şehzade Mahmud, di nove anni, e quello minore, Şehzade Murad, di cinque, morirono di vaiolo insieme alla sua unica figlia, Raziye Sultan, neonata, tutti nati da concubine diverse sconosciute. Questo fece di Mustafa il figlio maggiore, nonché l'unico, sopravvissuto. Di conseguenza, lo status di sua madre aumentò, assumendo il rango di BaşKadin, ovvero "prima consorte/madre del primogenito".

## Durante il regno di Solimano
Nel 1521 Solimano successe a suo padre Selim I come nuovo sultano e Mahidevran e Mustafa lo seguirono a Costantinopoli. Qui, Mahidevran venne insignita del rango di BaşKadin (prima consorte), riservato alla madre del figlio maggiore, che era suo figlio Mustafa dopo che il suo fratellastro maggiore, Şehzade Mahmud, era morto di vaiolo.
Tuttavia, Solimano si era profondamente innamorato della sua nuova concubina, Hürrem, la quale sarebbe diventata la prima Haseki Sultan della storia ottomana e sua moglie legale e a cui Solimano rimase fedele per tutta la vita, malgrado la tradizione sultanale della poligamia.
Hürrem diede un figlio al sultano, Şehzade Mehmed, nel 1521, e, rompendo con la tradizione che imponeva alle concubine di avere un solo figlio maschio, gliene diede altri quattro nei dieci anni successivi (Şehzade Selim, Şehzade Abdüllah,  Şehzade Bayezid e Şehzade Cihangir), oltre a una figlia, Mihrimah Sultan. Questo mise in crisi la posizione di Mahidevran e soprattutto Mustafa, perché la legge di successione ottomana non prevedeva la primogenitura, ma la Legge del Fraticidio, secondo la quale qualsiasi figlio del sultano avrebbe potuto prendere il trono, per poi fare giustiziare a sua discrezione eventuali parenti maschi, come fratellastri e nipoti, per prevenire ribellioni.
Lo status personale di Mahidevran subì un'ulteriore scossa quando, nella gerarchia dell'harem, venne superata da Hürrem prima di fatto, dato il favore senza precedenti di cui godeva, e poi di diritto, quando Hürrem acquisì, prima concubina nella storia, i titoli di "Sultana", "Haseki" e infine moglie legale, mentre Mahidevran, che pure veniva indicata erroneamente come "prima moglie" nelle cronache europee, restava una schiava priva di potere, con il semplice titolo onorifico di "Hatun", ovvero signora, pur rimanendo ancora la BaşKadin.
Le cronache testimoniano che, dopo il 1526, Solimano aveva ormai smesso di prestarle attenzione, dedicandosi solo a Hürrem e ai suoi figli.
Un aneddoto riportato dalle cronache veneziane riporta che, malgrado la sorveglianza di Hafsa Sultan, madre di Solimano e Valide Sultan, che teneva sotto controllo la rivalità fra le due, Mahidevran affrontò Hürrem, picchiandola in viso. Quando poi Solimano la chiamò, Hürrem si rifiutò, dichiarando che Mahidevran l'aveva sfregiata. Solimano punì allora la donna, lasciandola isolata e priva di potere e cementando l'ascesa di Hürrem nell'harem.

## Vita in provincia
Secondo la tradizione ottomana, tutti i principi dovevano fare tirocinio come governatori di provincia come parte della loro formazione di possibile futuro sultano. Mustafa venne inviato a Manisa, tradizionale provincia riservata agli eredi al trono, e sua madre lo seguì come da protocollo, assumendo la direzione del suo harem e supervisionando la scelta delle concubine e l'educazione dei nipoti.
Le cronache riportano che Mustafa era "tutta la gioia di sua madre" e che lei lo istruiva su come farsi amare dal popolo e presentarsi come degno erede al Sultanato.
Dopo qualche anno Mustafa fu spostato ad Amasya, una provincia più grande ma più remota, mentre a Manisa venne sostituito dai figli di Hürrem, prima Mehmed e poi Selim, favoriti dal padre e rivali di Mustafa per il trono.
L'ambasciatore Bernardo Navagero testimonia che Mahidevran interpretò il trasferimento come un segno di sfiducia del sultano nel figlio e mise in guardia Mustafa: "Mustafa ha con sé sua madre, che con grande diligenza per proteggerlo dall'avvelenamento gli ricorda ogni giorno che non ha altro modo che mostrare reverenza al sultano per evitarlo, e si dice che lui abbia per lei un rispetto e una riverenza sconfinati". 

## Morte di Mustafa
Mustafa era descritto come un principe immensamente popolare, al punto da suscitare timori di detronizzazione in Solimano. Forse consigliato da Hürrem Sultan, che voleva favorire i suoi stessi figli, temendo per la loro vita se Mustafa avesse preso il trono, e da Rüstem Pascià, Gran Visir e marito di Mihrimah Sultan, la figlia di Solimano e Hürrem Sultan, Solimano, il 6 ottobre 1553, convocò il figlio e lo fece giustiziare con l'accusa di sedizione e tradimento, accusa su cui i moderni storici sono divisi, mentre le cronache contemporanee erano a favore dell'innocenza del principe. Pochi giorni dopo, anche i figli maschi di Mustafa vennero fatti giustiziare.
Secondo l'ambasciatore Trevisano, Mahidevran aveva avvisato il figlio della trappola, così come i suoi consiglieri, ma lui non la ascoltò, dichiarando che era suo dovere obbedire al sultano.

## Morte

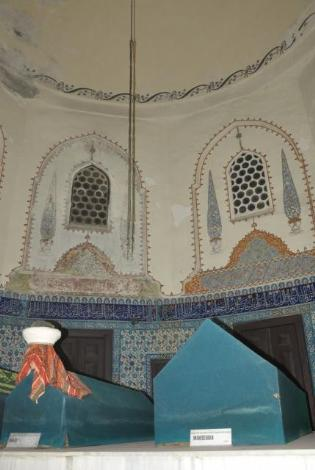
La tomba di Mahidevran

Dopo la morte di suo figlio, per diversi anni, Mahidevran visse una vita di stenti non possedendo quasi alcun reddito di suo. Si trasferì a Bursa, dove era la tomba del figlio, diventando l'ultima concubina imperiale a ritirarsi in provincia. 
Tuttavia i suoi ultimi anni non furono vissuti in condizioni di povertà, per merito di Selim II, figlio di Hürrem e Solimano. Il nuovo sultano, salito al trono nel 1566, le concesse una rendita vitalizia che le permise di prendersi cura del mausoleo del figlio. 
Morì il 3 febbraio 1581, sopravvivendo a Hürrem, Solimano e tutti i loro figli, e venne sepolta a fianco di suo figlio Mustafa.
Sempre a Bursa, è presente un mausoleo, all'interno del complesso Muradiye, attribuito ad Akile Hatun e Belkis Hatun, variamente considerate dalle fonti come sorelle maggiori di Mahidevran o, con molta più probabilità, sue ancelle.  

## Discendenza
Da Solimano il Magnifico, Mahidevran ebbe un solo figlio:
- Şehzade Mustafa (Manisa, 1516 - Konya, 6 ottobre 1553). Terzogenito di Solimano e figlio maggiore sopravvissuto, governatore di Manisa (1533-1542), Amasya (1542-1549) e Konya (1549-1553). Venne giustiziato da suo padre con accuse di tradimento e sedizione. Pochi giorni dopo vennero giustiziati anche i suoi figli maschi.

## Cultura popolare
- Nella miniserie televisiva turca del 2003 Hürrem, Mahidevran è interpretata dall'attrice turca Hatice Aslan.
- Nella serie TV storica turca Il secolo magnifico, Mahidevran è interpretata dall'attrice turca Nur Fettahoğlu.